# Všechny naše včerejšky
Všechny naše včerejšky (v anglickém originále All Our Yesterdays) je 23. díl třetí řady seriálu Star Trek. Premiéra epizody v USA proběhla 14. března 1969, v České republice 5. září 2003.

## Příběh
Píše se hvězdné datum 5943.7 a USS Enterprise NCC-1701, vlajková loď Spojené federace planet, pod vedením kapitána Jamese T. Kirka doráží k planetě Sarpedion, jejíž slunce se již brzy má stát červeným obrem a planetu zničit. Kapitán Kirk, první důstojník Spock a vrchní lékař Dr. Leonard McCoy se transportují na povrch. Pouze v knihovně nachází pana Atoze, který neustále lpí na tom, aby si každý vybral svůj disk. Zatímco se Spock zajímá o neznámý přístroj, Kirk si prohlíží různé disky, najednou zaslechne křik ženy a vydá se tím směrem. Atoz už jej nestihne zastavit a Kirk projde jakousi branou, která jej přenese přímo do světa mušketýrů. Spock a McCoy se vydají za ním, ale objevují se v mrznoucí pustině.
Kirk se velice rychle dostává do problémů se zákonem a vše je vyvrcholeno, když přes kamennou zeď, u které se objevil, k němu promlouvají jeho společníci, kteří jsou v jiném světě. Spock se domnívá, že každý se dostal do doby, jejíž disk si prohlížel v knihovně. Ovšem McCoy se zrovna zaobíral dobou ledovou. Kapitán končí v žaláři, zatímco jeho důstojníci se musí vydat hledat úkryt před zimou. Jsou zachráněni mladou dívkou, která se jmenuje Zarabeth. Zarabeth je odvede do její jeskyně, kde Kostra postupně přichází k sobě. Zarabeth vysvětluje, že i ona je jednou z obyvatel Sarpedionu. Když se Spock chce vrátit do knihovny, upozorňuje ho, že návrat není možný, protože průchodem přes bránu se změnila každému buněčná struktura a při pokusu o návrat by zemřeli. Mezitím se Kirk v žaláři setkává s knězem, který ví, o čem kapitán mluví. Jde totiž také o dalšího obyvatele, který si vybral stejnou dobu, jako Kirk. Kapitánovi se daří uniknout a vzít kněze s sebou. Spolu se dostanou zpět ke zdi, kde se poprvé objevil. Kněz ze strachu uteče, ale Kirkovi se daří dostat zpět do knihovny. Scotty mu z Enterprise hlásí, že zbývá pouze sedmnáct minut a měli by si pospíšit. Kirk chce po Atozovi, aby mu pomohl najít potřebný disk s dobou ledovou, ale Atoz jej omráčí.
Spock po rozmluvě s Zarabeth zanevřel nad možností se dostat zpět do knihovny a smiřuje se s existencí v době ledové i přes doktorovo naléhání. Sám na sobě pozoruje divné chování, protože se u něj více než kdy jindy projevují emoce k Zarabeth. Atoz chce poslat Kirka do některého světa na vozíčku, dokud je omráčený, ale tomu se daří spadnout a ubránit se Atozovi. Když jej přemůže, vyžaduje po něm pomoc s hledáním disku doby ledové. McCoy přistihuje Spocka a Zarabeth. Obviňuje jí, že lhala, když Spockovi tvrdila, že nemohou zpět do knihovny, protože pravda je, že pouze ona nemůže zpět. Spock Kostru napadne a ten se ho ptá, jestli opravdu cítí emoce a ať se zamyslí, co zrovna teď jsou jeho předci. Když Spock odpoví, že před pěti tisíci roky byli Vulkánci ještě barbary se všemi emocemi a dojde mu, že se v to samé mění i on. Zarabeth poté přiznává, že neví co se jim stane, jenom že ona projít nemůže. Kirk zatím nutí Atoze měnit disky jeden za druhým a zkouší volat přes bránu do jiných světů. Když se podaří najít ten správný, Spock, McCoy a Zarabeth jsou zrovna u skály, kde se prvně objevili. Spockovi se moc zpět bez Zarabeth nechce a zkusí strčit proti skále McCoye, který ale neprojde. Kirk se ptá Atoze, proč to nejde a ten odpovídá, že předtím prošli společně. Spock tak musí opustit dívku, kterou miloval a spolu prochází branou.
V ten moment, kdy se oba objeví v knihovně, Atoz přehodí disk a proběhne branou do svého světa. Spock na McCoyúv pohled odpovídá, že se to sice stalo, ale před 5000 lety a nyní je Zarabeth již dávno mrtvá a pohřbená. Všichni se transportují zpět na Enterprise a na poslední chvíli opouští sluneční soustavu, jejíž hvězda se roztahuje a pohlcuje i planetu Sarpedion.